# Welcome (Minnesota)
Pour les articles homonymes, voir Welcome.
La ville américaine de Welcome est située dans le comté de Martin, dans l’État du Minnesota. Lors du recensement de 2010, elle comptait 686 habitants.